# Christmas Mountains
De Christmas Mountains zijn een gebergte van afgeronde bergtoppen in Northumberland County in de Canadese provincie New Brunswick. Ze liggen aan de bovenloop van de North Pole Stream en de Little Southwest Miramichi River, ten westen van de Big Bald Mountain en ten zuiden van Mount Carleton. Deels scheiden de bergen de stroomgebied van de Miramichi van het stroomgebied van de Serpentine en de Nepisiguit.
In 1964 gaf Arthur F. Wightman het gebergte en toppen een naam, waarbij het gebergte vernoemd werd naar Kerstmis.
De tien toppen zijn:
- North Pole Mountain (690 m) (47° 11′ 39″ NB, 66° 40′ 0″ WL)
- Mount St. Nicholas (625 m) (47° 10′ 9″ NB, 66° 40′ 24″ WL)
- Mount Dasher (750 m) (47° 11′ 48″ NB, 66° 44′ 14″ WL)
- Mount Dancer (670 m) (47° 09′ 53″ NB, 66° 42′ 51″ WL)
- Mount Prancer (580 m) (47° 8′ 0″ NB, 66° 40′ 56″ WL)
- Mount Vixen (650 m) (47° 8′ 15″ NB, 66° 43′ 28″ WL)
- Mount Comet (550 m) (47° 7′ 0″ NB, 66° 38′ 36″ WL)
- Mount Cupid (530 m) (47° 9′ 1″ NB, 66° 36′ 36″ WL)
- Mount Donder (730 m) (47° 10′ 47″ NB, 66° 36′ 10″ WL)
- Mount Blitzen (670 m) (47° 10′ 50″ NB, 66° 37′ 50″ WL)